# Новое Иванаево
 Новое Иванаево  — деревня в Новошешминском районе Татарстана. Входит в состав Екатерининского сельского поселения.

## География
Находится в центральной части Татарстана на расстоянии приблизительно 9 км по прямой на юго-запад от районного центра села Новошешминск у речки Секинесь.

## История
Основана в первой половине XVIII века. До 1860-х гг. жители относились к категории государственных крестьян. Занимались земледелием, разведением скота. В начале XX в. здесь функционировали 2 ветряные мельницы, 2 мелочные лавки.

## Население
Постоянных жителей было: в 1782 — 96 душ муж. пола; в 1859—582, в 1897—682, в 1908—945, в 1920—1070, в 1926—915, в 1938—712, в 1949—503, в 1958—412, в 1970—410, в 1979—304, в 1989—234, в 2002 − 243 (русские 99 %), 198 в 2010.

## Инфраструктура
Начальная школа, дом культуры, библиотека.

## Экономика
Полеводство, молочное скотоводство.